# Лавовое плато

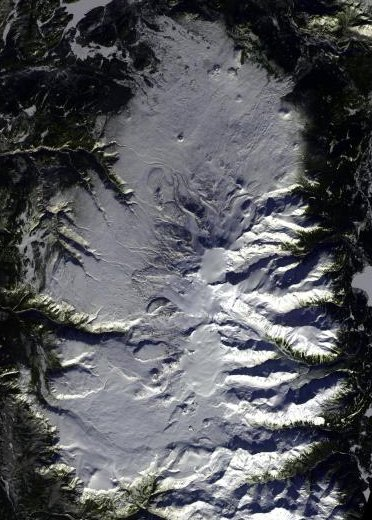
Гора Эдзиза и окружающее лавовое плато (спутниковый снимок)

Ла́вовое плато́ — обширное плато, образующееся в результате вулканической деятельности, когда на поверхность выходит большой объём жидкой базальтовой лавы, заполняющей неровности рельефа.
Подобные извержения проистекают без взрывных процессов, поскольку мафическая лава обладает малой вязкостью и не содержит большого количества газов. Потоки лавы выходят через щели или рифты, а при гигантских извержениях — и через многочисленные боковые трещины, как происходило в доисторические эпохи при трапповых извержениях.
Площадь лавовых плато может достигать сотни тысяч квадратных километров. На них впоследствии могут образовываться щитовидные вулканы и другие вулканические формы рельефа.
Возможно, наиболее обширное из всех наземных базальтовых плато существовало в палеогене и имело площадь 1,8 млн км². Предполагается, что этот регион, располагавшийся в северной части Атлантического океана и известный как Тулеанская суша, погрузился на дно океана.
Среди крупнейших лавовых плато настоящего времени — Колумбийское плато в Северной Америке и подводное плато Онтонг-Ява. Вулканические плато также можно встретить в Закавказье (Кельское вулканическое плато и др.)